# Luis Agustín Brasesco
Luis Agustín J. Brasesco (Paraná, 11 de noviembre de 1930-Paraná, 7 de septiembre de 2013) fue un político paranaense, dirigente de la Unión Cívica Radical de Entre Ríos muy vinculado a mundo laboral. Fue senador nacional durante el gobierno de Raúl Alfonsín y convencional constituyente provincial en 2008.

## Biografía
Hijo de Agustín Brasesco, quien fuera presidente del comité de la seccional segunda de la UCR de Paraná y concejal durante la intendencia radical de Enrique Acebal, Brasesco militó desde muy joven en el Radicalismo, llegando a ser presidente de la Juventud Radical del Pueblo de su ciudad en la segunda mitad de la década del '50. 
Egresado como abogado en la Universidad Nacional del Litoral, durante el gobierno provincial de la Unión Cívica Radical del Pueblo encabezado por el gobernador Carlos Raúl Contín fue subsecretario de Trabajo de la Provincia.
Ligado como abogado a distintos sindicatos de trabajadores de su ciudad y provincia, su militancia política y social así como la defensa de presos políticos le valieron un atentado contra su vivienda familiar atribuido a la Triple A el 24 de noviembre de 1975[cita requerida], el cual felizmente no tuvo víctimas. Durante los años de la década del '70 defendió a detenidos y presos políticos. 
Ligado desde 1972 al Movimiento de Renovación y Cambio, sector interno de la UCR que en el orden nacional lideraba Alfonsín, al triunfar la UCR en 1983 Brasesco fue elegido por la Legislatura como uno de los dos senadores de la provincia de Entre Ríos, tocándole mandato durante el período 1983/1992.
En 1986 fue precandidato a gobernador en la interna de la UCR de Entre Ríos, sustentado por el sector interno del gobernador Sergio Alberto Montiel, en comicios en los cuales se impuso el también senador nacional Ricardo Lafferriere. De fuerte convicción católica, al tratarse la ley del divorcio en el senado de la Nación, Brasesco se opuso a la sanción de la misma. 
Tras finalizar su mandato como senador, en 1993 publicó "De la esperanza al riesgo en la transición democrática", obra impresa en la imprenta del Congreso de la Nación y costeada por el propio autor, con prólogo del expresidente Alfonsín, en la que el autor rinde cuentas de su actividad legislativa, con especial énfasis en el plano de las relaciones laborales y con referencia al contexto político de la Argentina de los '80. Brasesco, demócrata y conciliador convencido, sostenía la necesidad del fortalecimiento del ámbito de las convenciones colectivas, con el fin "de acompañar la democracia en los procesos de trabajo" pues "el trabajo, en el sujeto trabajador, pierde el carácter instrumental y meramente económico, que suele suponer su clasificación como 'factor' o 'instrumento productivo" planteando que "contra dicha despersonalización se eleva el concepto que contempla los intereses en conflicto pero sometidos a la racionalidad posible de la decisión común".
Solidario con Alfonsín durante el pacto de Olivos, en 1994 fue uno de los tres secretarios de la Convención Nacional Constituyente de 1994.
Representante de Entre Ríos ante el Comité Nacional de la UCR en varias oportunidades, en 2005 fue elegido presidente del Congreso Provincial de la Unión Cívica Radical entrerriana.
En las elecciones del 28 de octubre de 2007 encabezó la lista de candidatos a constituyentes provinciales de la Unión Cívica Radical, desempeñando un rol central en la Convención Constituyente que reformó la Constitución de la Provincia de Entre Ríos en 2008, asamblea de la que fue vicepresidente primero.
Rodeado del respeto de sus comprovincianos —sin distinción de partidos políticos— falleció en Paraná el 7 de septiembre de 2013.